# Peroja (Boimorto)
Peroja (en gallego y oficialmente, A Peroxa) es un lugar español situado en la parroquia de Ángeles, del municipio de Boimorto, en la provincia de La Coruña, Galicia.

## Demografía
| Gráfica de evolución demográfica de Peroxa entre 2000 y 2018 |
|                                                              |
| Datos según el nomenclátor publicado por el INE.             |